# Renault Fuego
Renault Fuego (spansk for "brand") var en coupé fra bilfabrikanten Renault, som i Europa blev bygget mellem marts 1980 og oktober 1985, og i Sydamerika fra midten af 1982 til slutningen af 1992. Bilen var baseret på Renault 18.
Produktionen af modellen blev til enkelte europæiske markeder fortsat frem til starten af 1986 af firmaet Maubeuge Construction Automobile i Maubeuge, mens den i Argentina fortsatte helt frem til 1995.

## Modelhistorie
Fuego blev præsenteret på Geneve Motor Show i februar 1980, og kom ud til forhandlerne en måned senere. Den på Renault 18 baserede coupé afløste de i sensommeren 1971 introducerede modeller Renault 15 og 17.
Basisversionerne hed TL og GTL og var udstyret med en 1397 cm³-motor med 47 kW (64 hk). Over dem lå versionerne TS og GTL med 1647 cm³-motor med 71 kW (97 hk).
I oktober 1980 blev programmet udvidet med topmodellerne TX og GTX. Disse kørte med en letmetalmotor på 1995 cm³ med 81 kW (110 hk) og havde ligeledes fem gear, centrallåsesystem, el-ruder og forlygtevaskere.
Bemærkelsesværdig var også den i august 1982 introducerede turbodieselmotor på 2,1 liter med 63 kW (86 hk).
En ny topmodel var den i august 1983 introducerede Fuego Turbo med 1565 cm³-motor med 97 kW (132 hk), som var udstyret med fire skivebremser, kørecomputer og el-justerbare sidespejle.

### Facelift
Ligesom den samtidigt faceliftede R18 fik Fuego i maj 1984 et nyt cockpit og en ny kølergrill. Samtidig kom Fuego GTX på det amerikanske marked i en version med reguleret katalysator og 2,2-liters indsprøjtningsmotor med 75 kW (102 hk); denne version kom først til Europa i foråret 1985.
Produktionen blev afsluttet i starten af 1986 efter 265.257 producerede biler.

## Produktionssteder
Produktionen af Fuego fandt sted i spanske Palencia under ledelse af Renault España S.A., mens den i Sydamerika fra midten af 1982 blev varetaget af Renault Argentina S.A. i Santa Isabel. Denne fabrik blev senere overtaget af Compañía Interamericana de Automóviles S.A., som fortsat byggede Fuego frem til starten af 1987, før produktionen blev flyttet til hovedfabrikken i Buenos Aires, hvor den fortsatte frem til slutningen af 1992.
Til det nordamerikanske marked blev modellen fremstillet af American Motors Corporation i Kenosha.

## Efterfølger
Efter at Fuego udgik af produktion, havde Renault i flere år ingen sportscoupé. Den i efteråret 1995 introducerede Mégane Coupé var kun en todørs version af den samtidigt introducerede Mégane hatchback, som var blevet ændret en smule bagtil. I modsætning til Fuego tilhørte Mégane Coupé den lille mellemklasse.
Først efter 22 år, i november 2008, kom den i oktober 2007 introducerede tredje generation af Renault Laguna i en coupéversion. Denne kan også betragtes som legitim efterfølger for Fuego.